# Agathosma rudolphii
Agathosma rudolphii är en vinruteväxtart som beskrevs av I. Williams. Agathosma rudolphii ingår i släktet Agathosma och familjen vinruteväxter. Inga underarter finns listade i Catalogue of Life.